# Sude (woreda)
Pour les articles homonymes, voir Sude.
« Kula (Éthiopie) » redirige ici. Pour les autres significations, voir Kula.
Sude est un woreda du centre-est de l'Éthiopie situé dans la zone Arsi de la région Oromia. Il a 147 764 habitants en 2007. Son centre administratif est Kula.

## Situation
Sude est entouré dans la zone Arsi par les woredas Jeju, Guna, Chole, Amigna, Robe, Diksis et Lude Hitosa.
Kula est une localité située vers 2 400 m d'altitude environ 17 km au nord de Robe (Arsi).
On trouverait par ailleurs au sud-est de Kula, un peu à l'écart de la route Kula-Habe, une localité appelée Sude[à vérifier].

## Population
Au recensement national de 2007, le woreda compte 147 764 habitants dont 2 % de citadins avec 2 830 habitants à Kula. La majorité des habitants du woreda (73 %) sont musulmans, 25 % sont orthodoxes et moins de 1 % sont protestants.
En 2022, la population du woreda est estimée à 208 492 personnes avec une densité de population de 179 personnes par km2 et 1 168 km2 de superficie.